# 덧도현
덧도현(베트남어: Huyện Đất Đỏ / 縣坦赭)는 베트남 바리어붕따우성의 현이다. 2003년을 기준으로 덧도현의 인구는 62,683명이고, 면적은 190km2이다. 현도는 프억하이에 있다.

## 지리
동쪽은 쑤엔목현과 동해와 경계를 이루고, 서쪽은 롱디엔현과 바리어시와 경계를 이룬다. 남쪽은 동해와 경계를 이루며, 북쪽은 쩌우독현과 경계를 이룬다. 
자연 면적은 18,957.63 헥타아르이다. 현내에는 29개교가 있으며, 유치원 10개교, 초등학교 12개교, 중학교 7개교, 공립 보건소 8개교, 6개의 시장이 있다. 그 오래된 롱닷현은 27km의 해안선을 가지고 있었다.

## 행정 구역
덧도현은 2개의 시진과 6개의 사를 관할하고 있다.

### 시진
- 덧도 시진 (Thị trấn Đất Đỏ, 坦赭市鎭)
- 프억하이 시진 (Thị trấn Phước Hải, 福海市鎭)

### 사
- 랑자이 사 (Xã Láng Dài, 廊曳社)
- 록안 사 (Xã Lộc An, 祿安社)
- 롱미 사 (Xã Long Mỹ, 隆美社)
- 롱떤 사 (Xã Long Tân, 隆新社)
- 프억호이 사 (Xã Phước Hội, 福會社)
- 롱토 사 (Xã Phước Long Thọ, 福隆壽社)